# Cyril Aldred
Cyril Aldred (Londres, 1914 - Edimburgo, 1991) foi um egiptólogo e historiador da arte inglês, autor de várias obras. Trabalhou no Departamento de Arte e Arqueologia do Museu Real de Arte Escocês, e no Departamento de Arte egípcia do Museu Metropolitano de Arte de Nova Iorque, nos Estados Unidos.

## Obras
- Jewels of the Pharaohs; Egyptian jewellery of the Dynastie Period; (Unknown Binding), Thames and Hudson, 1971, ISBN 0500231389
- Akhenaten and Nefertiti, Studio, 1973, ISBN 0670111392
- Die Juwelen Der Pharaonen, Schuler Verlagsgesellschaft, 1976, ISBN 3779640589
- Jewels of the Pharaohs: Egyptian Jewelry of the Dynastic Period, Ballantine Books, 1978, ISBN 0345276221
- Tut-Ankh-Amun and His Friends, Bellerophon Books, 1979, ISBN 0883880431
- Tutankhamun, The Artist's Limited Edition, 1979
- Tutankhamen's Egypt, MacMillan Publishing Company, 1980, ISBN 0684168863
- Egypt to the End of the Old Kingdom, Thames & Hudson, 1982, ISBN 0500290016
- Egyptian Art (World of Art), Thames & Hudson; Reprint edition, 1985, ISBN 0500201803
- Akhenaten, Pharaoh of Egypt: A New Study (New Aspects of Antiquity), Time Warner Books UK, 1988, ISBN 0349100632
- Akhenaten: King of Egypt, Thames & Hudson; Rep edition, 1991, ISBN 0500276218
- A Coloring Book of Tutankhamun, Bellerophon Books, 1995, ISBN 0883880598
- Los Egipcios (Historia), ISBN 8496052885
- Ancient Egypt in The Metropolitan Museum "Journal" Volumes 1-11 (1968-1976), Metropolitan Museum of Art, 1996, ISBN 0300085680
- Arte Egipcio, Destino Ediciones, 1996, ISBN 8423322548
- Akhénaton, roi d'Égypte, Seuil, 1997, ISBN 2020177846
- Chief of Seers: Egyptian Studies in Memory of Cyril Aldred (Studies in Egyptology), Kegan Paul, 1997, ISBN 0710304498
- The Egyptians (Ancient Peoples and Places), Thames & Hudson; 3rd Rev edition, 1998, ISBN 0500280363
- Art In Ancient Egypt Middle Kingdom, Alec Tiranti, ISBN 0854588493
- Art In Ancient Egypt New Kingdom, Alec Tiranti, ISBN 0854583602
- L'Art égyptien, Thames & Hudson, 2003, ISBN 2878110048